# Marinka
Marinka (bulgariska: Маринка) är ett distrikt i Bulgarien. Det ligger i kommunen Obsjtina Burgas och regionen Burgas, i den östra delen av landet, 300 km öster om huvudstaden Sofia.
Trakten runt Marinka består till största delen av jordbruksmark. Runt Marinka är det ganska glesbefolkat, med 21 invånare per kvadratkilometer.